# 이탈리아 자유당
이탈리아 자유당(이탈리아어: Partito Liberale Italiano, PLI)는 1922년부터 1994년까지 존재했던 이탈리아의 자유주의 정당이다. 역사적 우파와 역사적 좌파의 자유주의적인 조류로부터 출발하여 소수정당이나 1979년 이래로 이탈리아 정부에 참여해왔으며, 좌익에 위치한 이탈리아 공화당과 함께 이탈리아 자유주의 운동의 우익을 대변해왔다.
제1차 세계 대전 종전 후인 1922년 창당하였으며, 국가 파시스트당과 선거 연합을 구성해 1924년 총선을 치렀다. 그러나 1926년 베니토 무솔리니에 의해 금지되었다가, 1943년 베네데토 크로체에 의해 재구성되어 민족해방위원회에 참여했다.
1983년 5당 연정(Pentapartito)에 참여하였으나, 탄젠토폴리(Tangentopoli)라 불리는 부정부패 정당 시스템의 일부로 지목되면서 1994년 마니 풀리테의 여파로 여러 정당으로 분리되며 해체되었다. 이탈리아 자유당의 영향력있는 지도자로 조반니 졸리티, 베네데토 크로체, 조반니 말라고디 등이 꼽힌다. 1997년 동명의 정당이 창당하였다.